# Stor-Åstjärnen
Stor-Åstjärnen är en sjö i Härnösands kommun i Ångermanland och ingår i Indalsälvens huvudavrinningsområde. Sjön har en area på 0,139 kvadratkilometer och ligger 250,4 meter över havet.

## Delavrinningsområde
Stor-Åstjärnen ingår i det delavrinningsområde (695882-158009) som SMHI kallar för Utloppet av Stor-Åstjärnen. Medelhöjden är 305 meter över havet och ytan är 1,42 kvadratkilometer. Det finns inga avrinningsområden uppströms utan avrinningsområdet är högsta punkten. Vattendraget som avvattnar avrinningsområdet har biflödesordning 5, vilket innebär att vattnet flödar genom totalt 5 vattendrag innan det når havet efter 40 kilometer. Avrinningsområdet består mestadels av skog (65 procent). Avrinningsområdet har 0,09 kvadratkilometer vattenytor vilket ger det en sjöprocent på 6,1 procent.